# Anthephora argentea
Anthephora argentea là một loài thực vật có hoa trong họ Hòa thảo. Loài này được Gooss. mô tả khoa học đầu tiên năm 1932.